# Снукер в России
Снукер в России — относительно малоизвестная игра. В настоящее время ведётся её популяризация, связанная с проведением любительских турниров, открытием новых снукерных клубов и показом матчей по этой игре по телевидению.

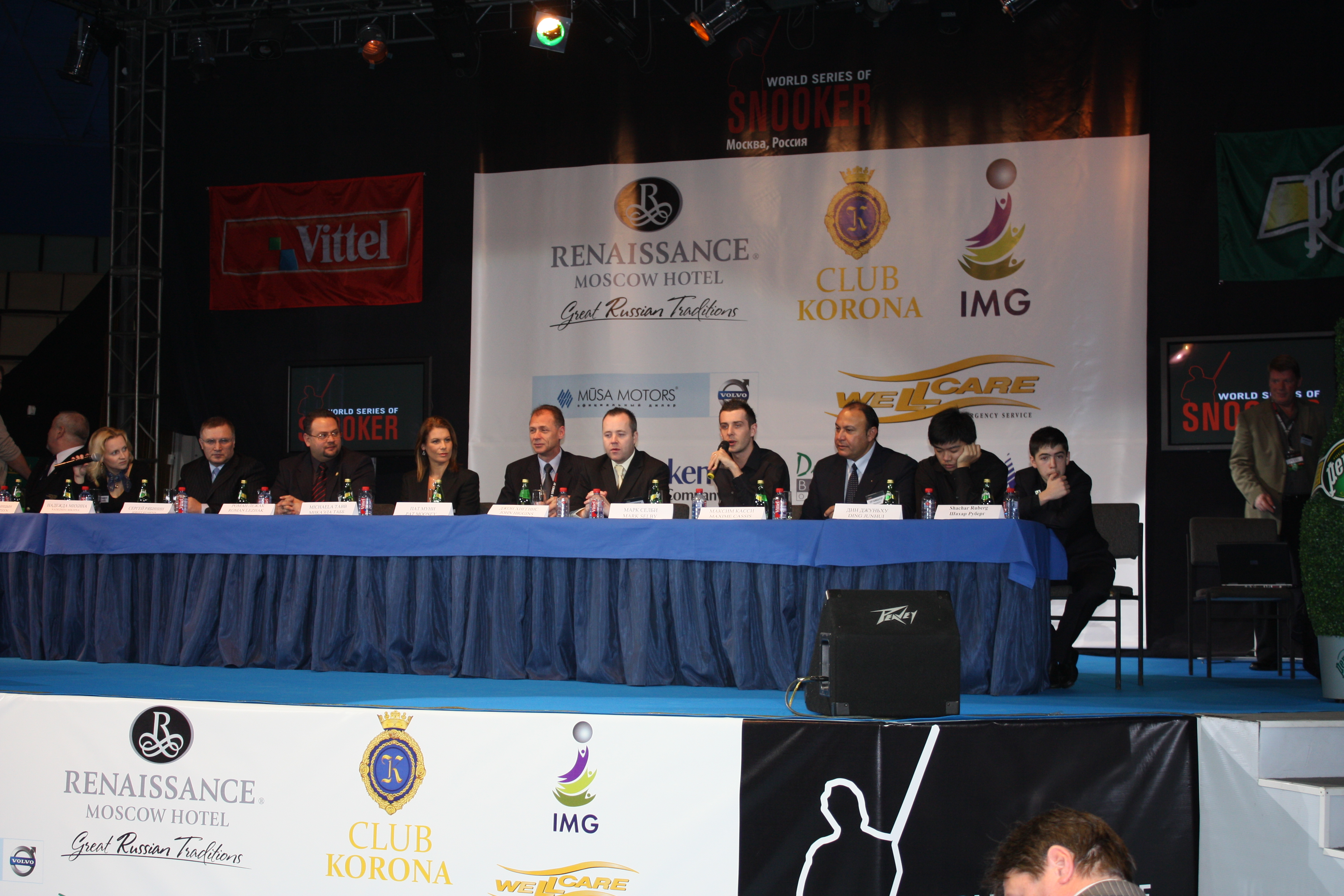
Пресс-конференция участников Мировой серии снукера в Москве

Директор направления снукера в России — Сергей Анатольевич Рябинин.
В 2008 году в Москве прошёл турнир World Series of Snooker с участием Джона Хиггинса, Марка Селби, Дин Цзюньхуэя. А в 2009 в Санкт-Петербурге прошёл чемпионат Европы в нескольких категориях. 3-11 октября 2015 года в Санкт-Петербурге прошел первый в истории снукера чемпионат мира среди юношей и девушек в возрастной категории до 18 лет.
С мая 2014 каждый месяц в Санкт-Петербурге проходит «Открытый Чемпионат Гавани по снукеру» — регулярный нерейтинговый турнир по снукеру с призами от спонсоров. Турнир на 16 человек собирает сильнейших игроков города. В мае 2015 года мастер спорта Алексей Денисов сделал серию в 103 очка.
16 апреля 2016 года, на Кубке Гагарина (Москва), впервые в истории российского снукера на официальном соревновании был выполнен сотенный брейк — 111 очков. Имя героя —  Иван Каковский . В марте 2017 г. он стал 3-м на Чемпионате Европы для игроков не старше 18 лет Среди женщин лучшего результата на международных любительских турнирах добилась Дарья Сиротина и Анастасия Нечаева (чемпионки Европы 2012 года в командном зачете, который проходил в Болгарии). В 2016 они уже в пятый раз подряд выиграли женский командный чемпионат Европы по снукеру.
Настоящей точкой отчёта современной эпохи снукера в России можно считать 2006 год, когда Джейхун Мамедов, победив в финале Вячеслава Сорокина, стал первым чемпионом России по снукеру на турнире, проходившим в Тюмени. С этого времени чемпионаты проводятся регулярно. В декабре 2014 года победителем Чемпионата России стал 15-летний Иван Каковский. Свой успех лучший на сегодня российский снукерист повторил в 2015 и 2016 гг., став трехкратным чемпионом России. В женском разряде с 2011 по 2015 гг. в финале чемпионата пять раз встречались Анастасия Нечаева и Дарья Сиротина. Три первых финала выиграла Нечаева, однако в 2014 и в 2015 годах, с одинаковым счетом 3:2 верх одержала Сиротина. В 2016 г. чемпионом стала Ирина Горбатая — победительница первого Чемпионата России среди женщин 2009 года. На март 2017 года единственная россиянка в индивидуальном рейтинге WLBS, Ирина Горбатая занимает 22 место.